# Sigrid Wulsch
Sigrid Wulsch (Sigrid Elisabeth Wulsch; * 30. September 1953 in Menden) ist eine ehemalige deutsche Langstreckenläuferin.
1988 siegte sie beim Paderborner Osterlauf über 10 Kilometer, wurde als Gesamtachte des Hamburg-Marathons Sechste der Deutschen Meisterschaft im Marathonlauf und Dritte beim Tiberias-Marathon. Beim IAAF-Weltcup-Marathon 1989 erreichte sie nicht das Ziel.
1991 wurde sie in Oelde Deutsche Marathon-Meisterin. 1992 wurde sie Sechste und 1993 Zweite beim Frankfurt-Marathon, und 1994 kam sie beim Hamburg-Marathon auf den fünften Platz. Sieben Mal gewann sie den Silvesterlauf von Werl nach Soest und gilt damit als „Königin“ dieses Laufes. 
Die 1,66 m große und 49 kg schwere Athletin hat sich im Jahr 2010 dem Marathon-Club Menden angeschlossen, für den sie als Trainerin im Nachwuchsbereich sowie als Vorstandsmitglied aktiv ist.

## Persönliche Bestzeiten
- 800 m: 2:05,12 min, 26. Juni 1983, Bremen
- 1500 m: 4:15,02 min, 23. Juni 1984, Düsseldorf
- 3000 m: 9:00,15 min, 28. August 1985, Koblenz
- 5000 m: 16:01,89 min, 25. Juni 1987, Köln
- 10.000 m: 33:12,05 min, 12. Juni 1987, Essen
- Halbmarathon: 1:14:43 h, 17. November 1993, Griesheim
- Marathon: 2:37:41 h, 17. Oktober 1993, Frankfurt am Main